# Mathieu-Joseph Jungbluth
Mathieu-Joseph Jungbluth (* 6. April 1807 in Heinsberg, Département de la Roer, Französisches Kaiserreich; † 6. Mai 1875 in Ixelles bei Brüssel, Belgien) war ein deutscher Porträt- und Historienmaler der Düsseldorfer Schule.

## Leben
Jungbluth war Schüler an der Zeichenschule von Johann Baptist Joseph Bastiné in Aachen. Ab etwa Mitte der 1820er Jahre studierte er unter Wilhelm Schadow an der Kunstakademie Düsseldorf Malerei. 1829 trat er dort durch ein Gemälde der Hl. Cäcilia und durch ein Männerbildnis in Erscheinung. Ab etwa 1839/1840 war er als Porträtist und Zeichenlehrer in Bergen, Provinz Hennegau, tätig.
Jungbluth heiratete die Britin Sara-Isabelle Parker, die die Tochter Marie-Rosine (1844–1901) und den Sohn Harry (1847–1930) gebar. Der Sohn, der 1868 die belgische Staatsbürgerschaft annahm, wurde Generalleutnant (Lieutenant-général) der Belgischen Streitkräfte und befehligte von 1909 bis 1930 als Generaladjutant (adjudant général) die Leibgarde (Maison militaire du Roi) des belgischen Königs Albert I.